# Clasificación de UEFA para la Copa Mundial de Fútbol Playa FIFA 2021
La clasificación de la UEFA para la Copa Mundial de Fútbol Playa FIFA 2021 fue un torneo de fútbol playa que se desarrolló en Nazaré, Portugal del 17 al 27 de junio, en el que se determinaron los cinco equipos clasificados de Europa entre 21 participantes. Fue la segunda edición que está bajo el patrocinio de la UEFA.

## Equipos participantes
21 equipos son los que participan en el torneo, en cursiva los debutantes:
| Entran a la primera ronda - República Checa - Dinamarca - Inglaterra - Estonia - Kazajistán - Lituania - Moldavia - Noruega - Rumania - Suecia | Entran a la segunda ronda - Azerbaiyán - Bielorrusia - Francia - Alemania - Italia - Polonia - Portugal - España - Suiza - Turquía - Ucrania |

## Primera ronda

### Grupo A
| Pos. | Equipo              | Pts. | PJ | G | W+ | WP | P | GF | GC | Dif. | Clasificación         |
| ---- | ------------------- | ---- | -- | - | -- | -- | - | -- | -- | ---- | --------------------- |
| 1    | Noruega (A)         | 4    | 2  | 1 | 0  | 1  | 0 | 3  | 1  | +2   | Segunda ronda         |
| 2    | República Checa (E) | 1    | 2  | 0 | 0  | 1  | 1 | 4  | 4  | 0    | Posible Segunda ronda |
| 3    | Moldavia (E)        | 0    | 2  | 0 | 0  | 0  | 2 | 3  | 5  | −2   |                       |

 Fuente: BSWW
| Fecha                      | Lugar  |                 |                            | Resultado      |                     |          |
| -------------------------- | ------ | --------------- | -------------------------- | -------------- | ------------------- | -------- |
| 17 de junio de 2021, 14:00 | Nazaré | República Checa | Bandera de República Checa | 3:3 (4:3 pen.) | Bandera de Moldavia | Moldavia |
| 18 de junio de 2021, 14:00 | Nazaré | Noruega         | Bandera de Noruega         | 2:0            | Bandera de Moldavia | Moldavia |
| 19 de junio de 2021, 14:00 | Nazaré | República Checa | Bandera de República Checa | 1:1 (3:5 pen.) | Bandera de Noruega  | Noruega  |

### Grupo B
| Pos. | Equipo         | Pts. | PJ | G | W+ | WP | P | GF | GC | Dif. | Clasificación         |
| ---- | -------------- | ---- | -- | - | -- | -- | - | -- | -- | ---- | --------------------- |
| 1    | Rumania (A)    | 6    | 3  | 2 | 0  | 0  | 1 | 12 | 10 | +2   | Segunda ronda         |
| 2    | Estonia (A)    | 5    | 3  | 1 | 1  | 0  | 1 | 9  | 7  | +2   | Posible Segunda ronda |
| 3    | Inglaterra (E) | 4    | 3  | 1 | 0  | 1  | 1 | 6  | 6  | 0    |                       |
| 4    | Suecia (E)     | 0    | 3  | 0 | 0  | 0  | 3 | 6  | 10 | −4   |                       |

 Fuente: BSWW
| Fecha                      | Lugar  |            |                       | Resultado      |                       |            |
| -------------------------- | ------ | ---------- | --------------------- | -------------- | --------------------- | ---------- |
| 17 de junio de 2021, 11:15 | Nazaré | Rumania    | Bandera de Rumania    | 3:4 (pró.)     | Bandera de Estonia    | Estonia    |
| 17 de junio de 2021, 15:30 | Nazaré | Suecia     | Bandera de Suecia     | 0:2            | Bandera de Inglaterra | Inglaterra |
| 18 de junio de 2021, 11:15 | Nazaré | Rumania    | Bandera de Rumania    | 5:4            | Bandera de Suecia     | Suecia     |
| 18 de junio de 2021, 15:30 | Nazaré | Inglaterra | Bandera de Inglaterra | 2:2 (4:1 pen.) | Bandera de Estonia    | Estonia    |
| 19 de junio de 2021, 11:15 | Nazaré | Estonia    | Bandera de Estonia    | 3:2            | Bandera de Suecia     | Suecia     |
| 19 de junio de 2021, 15:30 | Nazaré | Inglaterra | Bandera de Inglaterra | 2:4            | Bandera de Rumania    | Rumania    |

### Grupo C
| Pos. | Equipo         | Pts. | PJ | G | W+ | WP | P | GF | GC | Dif. | Clasificación         |
| ---- | -------------- | ---- | -- | - | -- | -- | - | -- | -- | ---- | --------------------- |
| 1    | Dinamarca (A)  | 6    | 2  | 2 | 0  | 0  | 0 | 9  | 7  | +2   | Segunda ronda         |
| 2    | Kazajistán (A) | 3    | 2  | 1 | 0  | 0  | 1 | 8  | 8  | 0    | Posible Segunda ronda |
| 3    | Lituania (E)   | 0    | 2  | 0 | 0  | 0  | 2 | 4  | 6  | −2   |                       |

 Fuente: BSWW
| Fecha                      | Lugar  |            |                       | Resultado |                      |           |
| -------------------------- | ------ | ---------- | --------------------- | --------- | -------------------- | --------- |
| 17 de junio de 2021, 10:00 | Nazaré | Kazajistán | Bandera de Kazajistán | 5:6       | Bandera de Dinamarca | Dinamarca |
| 18 de junio de 2021, 10:00 | Nazaré | Lituania   | Bandera de Lituania   | 2:3       | Bandera de Dinamarca | Dinamarca |
| 19 de junio de 2021, 10:00 | Nazaré | Kazajistán | Bandera de Kazajistán | 3:2       | Bandera de Lituania  | Lituania  |

### Ranking de segundos lugares
| Pos. | Grp | Equipo              | Pts. | PJ | G | W+ | WP | P | GF | GC | Dif. | Clasificación |
| ---- | --- | ------------------- | ---- | -- | - | -- | -- | - | -- | -- | ---- | ------------- |
| 1    | C   | Kazajistán (A)      | 3    | 2  | 1 | 0  | 0  | 1 | 8  | 8  | 0    | Segunda ronda |
| 2    | B   | Estonia (A)         | 2    | 2  | 0 | 1  | 0  | 1 | 6  | 5  | +1   | Segunda ronda |
| 3    | A   | República Checa (E) | 1    | 2  | 0 | 0  | 1  | 1 | 4  | 4  | 0    |               |

 Fuente: BSWW

## Segunda ronda

### Grupo A
| Pos. | Equipo          | Pts. | PJ | G | W+ | WP | P | GF | GC | Dif. | Clasificación |
| ---- | --------------- | ---- | -- | - | -- | -- | - | -- | -- | ---- | ------------- |
| 1    | Portugal (H, A) | 9    | 3  | 3 | 0  | 0  | 0 | 12 | 5  | +7   | Fase final    |
| 2    | Ucrania (A)     | 6    | 3  | 2 | 0  | 0  | 1 | 13 | 7  | +6   | Fase final    |
| 3    | Turquía (E)     | 3    | 3  | 1 | 0  | 0  | 2 | 12 | 12 | 0    |               |
| 4    | Kazajistán (E)  | 0    | 3  | 0 | 0  | 0  | 3 | 5  | 18 | −13  |               |

 Fuente: BSWW
| Fecha                      | Lugar  |            |                       | Resultado |                       |            |
| -------------------------- | ------ | ---------- | --------------------- | --------- | --------------------- | ---------- |
| 21 de junio de 2021, 14:00 | Nazaré | Ucrania    | Bandera de Ucrania    | 7:5       | Bandera de Turquía    | Turquía    |
| 21 de junio de 2021, 19:30 | Nazaré | Kazajistán | Bandera de Kazajistán | 3:7       | Bandera de Portugal   | Portugal   |
| 22 de junio de 2021, 14:00 | Nazaré | Ucrania    | Bandera de Ucrania    | 6:1       | Bandera de Kazajistán | Kazajistán |
| 22 de junio de 2021, 19:30 | Nazaré | Portugal   | Bandera de Portugal   | 4:2       | Bandera de Turquía    | Turquía    |
| 23 de junio de 2021, 14:00 | Nazaré | Turquía    | Bandera de Turquía    | 5:1       | Bandera de Kazajistán | Kazajistán |
| 23 de junio de 2021, 16:45 | Nazaré | Portugal   | Bandera de Portugal   | 1:0       | Bandera de Ucrania    | Ucrania    |

### Grupo B
| Pos. | Equipo        | Pts. | PJ | G | W+ | WP | P | GF | GC | Dif. | Clasificación |
| ---- | ------------- | ---- | -- | - | -- | -- | - | -- | -- | ---- | ------------- |
| 1    | Italia (A)    | 9    | 3  | 3 | 0  | 0  | 0 | 19 | 3  | +16  | Fase final    |
| 2    | Alemania (A)  | 6    | 3  | 2 | 0  | 0  | 1 | 14 | 3  | +11  | Fase final    |
| 3    | Rumania (E)   | 3    | 3  | 1 | 0  | 0  | 2 | 6  | 12 | −6   |               |
| 4    | Dinamarca (E) | 0    | 3  | 0 | 0  | 0  | 3 | 3  | 24 | −21  |               |

 Fuente: BSWW
| Fecha                      | Lugar  |           |                      | Resultado |                      |           |
| -------------------------- | ------ | --------- | -------------------- | --------- | -------------------- | --------- |
| 21 de junio de 2021, 12:45 | Nazaré | Alemania  | Bandera de Alemania  | 8:0       | Bandera de Dinamarca | Dinamarca |
| 21 de junio de 2021, 18:15 | Nazaré | Rumania   | Bandera de Rumania   | 2:4       | Bandera de Italia    | Italia    |
| 22 de junio de 2021, 12:45 | Nazaré | Alemania  | Bandera de Alemania  | 5:0       | Bandera de Rumania   | Rumania   |
| 22 de junio de 2021, 18:15 | Nazaré | Italia    | Bandera de Italia    | 12:0      | Bandera de Dinamarca | Dinamarca |
| 23 de junio de 2021, 12:45 | Nazaré | Dinamarca | Bandera de Dinamarca | 3:4       | Bandera de Rumania   | Rumania   |
| 23 de junio de 2021, 19:30 | Nazaré | Italia    | Bandera de Italia    | 3:1       | Bandera de Alemania  | Alemania  |

### Grupo C
| Pos. | Equipo          | Pts. | PJ | G | W+ | WP | P | GF | GC | Dif. | Clasificación |
| ---- | --------------- | ---- | -- | - | -- | -- | - | -- | -- | ---- | ------------- |
| 1    | Bielorrusia (A) | 9    | 3  | 3 | 0  | 0  | 0 | 21 | 7  | +14  | Fase final    |
| 2    | España (A)      | 5    | 3  | 1 | 1  | 0  | 1 | 18 | 10 | +8   | Fase final    |
| 3    | Polonia (E)     | 3    | 3  | 1 | 0  | 0  | 2 | 11 | 16 | −5   |               |
| 4    | Noruega (E)     | 0    | 3  | 0 | 0  | 0  | 3 | 3  | 20 | −17  |               |

 Fuente: BSWW
| Fecha                      | Lugar  |             |                        | Resultado  |                        |             |
| -------------------------- | ------ | ----------- | ---------------------- | ---------- | ---------------------- | ----------- |
| 21 de junio de 2021, 11:15 | Nazaré | Bielorrusia | Bandera de Bielorrusia | 8:2        | Bandera de Polonia     | Polonia     |
| 21 de junio de 2021, 16:45 | Nazaré | Noruega     | Bandera de Noruega     | 0:8        | Bandera de España      | España      |
| 22 de junio de 2021, 11:15 | Nazaré | Bielorrusia | Bandera de Bielorrusia | 9:2        | Bandera de Noruega     | Noruega     |
| 22 de junio de 2021, 16:45 | Nazaré | España      | Bandera de España      | 7:6 (pró.) | Bandera de Polonia     | Polonia     |
| 23 de junio de 2021, 11:15 | Nazaré | Polonia     | Bandera de Polonia     | 3:1        | Bandera de Noruega     | Noruega     |
| 23 de junio de 2021, 15:30 | Nazaré | España      | Bandera de España      | 3:4        | Bandera de Bielorrusia | Bielorrusia |

### Grupo D
| Pos. | Equipo         | Pts. | PJ | G | W+ | WP | P | GF | GC | Dif. | Clasificación |
| ---- | -------------- | ---- | -- | - | -- | -- | - | -- | -- | ---- | ------------- |
| 1    | Suiza (A)      | 9    | 3  | 3 | 0  | 0  | 0 | 26 | 14 | +12  | Fase final    |
| 2    | Azerbaiyán (A) | 6    | 3  | 2 | 0  | 0  | 1 | 11 | 11 | 0    | Fase final    |
| 3    | Francia (E)    | 3    | 3  | 1 | 0  | 0  | 2 | 9  | 9  | 0    |               |
| 4    | Estonia (E)    | 0    | 3  | 0 | 0  | 0  | 3 | 8  | 20 | −12  |               |

 Fuente: BSWW
| Fecha                      | Lugar  |            |                       | Resultado |                       |            |
| -------------------------- | ------ | ---------- | --------------------- | --------- | --------------------- | ---------- |
| 21 de junio de 2021, 10:00 | Nazaré | Francia    | Bandera de Francia    | 0:2       | Bandera de Azerbaiyán | Azerbaiyán |
| 21 de junio de 2021, 15:30 | Nazaré | Estonia    | Bandera de Estonia    | 4:12      | Bandera de Suiza      | Suiza      |
| 22 de junio de 2021, 10:00 | Nazaré | Francia    | Bandera de Francia    | 4:1       | Bandera de Estonia    | Estonia    |
| 22 de junio de 2021, 15:30 | Nazaré | Suiza      | Bandera de Suiza      | 8:5       | Bandera de Azerbaiyán | Azerbaiyán |
| 23 de junio de 2021, 10:00 | Nazaré | Azerbaiyán | Bandera de Azerbaiyán | 4:3       | Bandera de Estonia    | Estonia    |
| 23 de junio de 2021, 18:15 | Nazaré | Suiza      | Bandera de Suiza      | 6:5       | Bandera de Francia    | Francia    |

## Ronda de consolación

### Play-offs 13º-16º Lugar
| Fecha                      | Lugar  |            |                       | Resultado |                    |         |
| -------------------------- | ------ | ---------- | --------------------- | --------- | ------------------ | ------- |
| 24 de junio de 2021, 16:45 | Nazaré | Dinamarca  | Bandera de Dinamarca  | 5:3       | Bandera de Noruega | Noruega |
| 24 de junio de 2021, 19:30 | Nazaré | Kazajistán | Bandera de Kazajistán | 2:3       | Bandera de Estonia | Estonia |

#### 15º lugar
| Fecha                      | Lugar  |            |                       | Resultado |                    |         |
| -------------------------- | ------ | ---------- | --------------------- | --------- | ------------------ | ------- |
| 25 de junio de 2021, 10:00 | Nazaré | Kazajistán | Bandera de Kazajistán | 2:7       | Bandera de Noruega | Noruega |

#### 13.erlugar
| Fecha                      | Lugar  |         |                    | Resultado |                      |           |
| -------------------------- | ------ | ------- | ------------------ | --------- | -------------------- | --------- |
| 25 de junio de 2021, 11:15 | Nazaré | Estonia | Bandera de Estonia | 6:7       | Bandera de Dinamarca | Dinamarca |

### Play-offs 9º-12º Lugar
| Fecha                      | Lugar  |         |                    | Resultado  |                    |         |
| -------------------------- | ------ | ------- | ------------------ | ---------- | ------------------ | ------- |
| 24 de junio de 2021, 15:30 | Nazaré | Turquía | Bandera de Turquía | 5:6 (pró.) | Bandera de Francia | Francia |
| 24 de junio de 2021, 18:15 | Nazaré | Rumania | Bandera de Rumania | 3:8        | Bandera de Polonia | Polonia |

#### 11º lugar
| Fecha                      | Lugar  |         |                    | Resultado |                    |         |
| -------------------------- | ------ | ------- | ------------------ | --------- | ------------------ | ------- |
| 25 de junio de 2021, 12:45 | Nazaré | Turquía | Bandera de Turquía | 10:1      | Bandera de Rumania | Rumania |

#### 9º lugar
| Fecha                      | Lugar  |         |                    | Resultado |                    |         |
| -------------------------- | ------ | ------- | ------------------ | --- | ------------------ | ------- |
| 25 de junio de 2021, 14:00 | Nazaré | Francia | Bandera de Francia | 5:4 (enlace roto disponible en Internet Archive; véase el historial, la primera versión y la última). (pró.) | Bandera de Polonia | Polonia |

### Play-offs 5º-8º Lugar
| Fecha                      | Lugar  |          |                     | Resultado      |                       |            |
| -------------------------- | ------ | -------- | ------------------- | -------------- | --------------------- | ---------- |
| 26 de junio de 2021, 15:30 | Nazaré | Alemania | Bandera de Alemania | 3:3 (6:5 pen.) | Bandera de Italia     | Italia     |
| 26 de junio de 2021, 16:45 | Nazaré | Suiza    | Bandera de Suiza    | 6:5            | Bandera de Azerbaiyán | Azerbaiyán |

#### 7º lugar
| Fecha                      | Lugar  |        |                   | Resultado |                       |            |
| -------------------------- | ------ | ------ | ----------------- | --------- | --------------------- | ---------- |
| 27 de junio de 2021, 15:30 | Nazaré | Italia | Bandera de Italia | 10:1      | Bandera de Azerbaiyán | Azerbaiyán |

#### 5º lugar
| Fecha                      | Lugar  |          |                     | Resultado      |                  |       |
| -------------------------- | ------ | -------- | ------------------- | -------------- | ---------------- | ----- |
| 27 de junio de 2021, 16:45 | Nazaré | Alemania | Bandera de Alemania | 5:5 (0:3 pen.) | Bandera de Suiza | Suiza |

## Fase final
|  | Cuartos de final | Cuartos de final |                |          | Semifinales  | Semifinales  |  |  | Final | Final |
|  |                  |                  |                |          |              |              |  |  |       |       |
|  |                  |                  |                |          |              |              |  |  |       |       |
|  |                  |                  |                |          |              |              |  |  |       |       |
|  | Bielorrusia      | 5                |                |          |              |              |  |  |       |       |
|  | Bielorrusia      | 5                |                |          |              |              |  |  |       |       |
|  | Alemania         | 1                |                |          |              |              |  |  |       |       |
|  | Alemania         | 1                | Bielorrusia    | 1        |              |              |  |  |       |       |
|  |                  |                  | Bielorrusia    | 1        |              |              |  |  |       |       |
|  |                  | España           | 3              |          |              |              |  |  |       |       |
|  | Italia           | España           | 3              | 4        |              |              |  |  |       |       |
|  | Italia           |                  |                | 4        |              |              |  |  |       |       |
|  | España (pró.)    | 5                |                |          |              |              |  |  |       |       |
|  | España (pró.)    | 5                | España         | 5        |              |              |  |  |       |       |
|  |                  |                  | España         | 5        |              |              |  |  |       |       |
|  |                  | Ucrania          | 2              |          |              |              |  |  |       |       |
|  | Suiza            | Ucrania          | 2              | 5        |              |              |  |  |       |       |
|  | Suiza            |                  |                | 5        |              |              |  |  |       |       |
|  | Ucrania          | 6                |                |          |              |              |  |  |       |       |
|  | Ucrania          | 6                | Ucrania (pró.) | 1        | Tercer lugar | Tercer lugar |  |  |       |       |
|  |                  |                  | Ucrania (pró.) | 1        |              |              |  |  |       |       |
|  |                  | Portugal         | 0              |          |              |              |  |  |       |       |
|  | Portugal         | Portugal         | 0              | 6        | Bielorrusia  | 5            |  |  |       |       |
|  | Portugal         |                  |                | 6        | Bielorrusia  | 5            |  |  |       |       |
|  | Azerbaiyán       | 1                |                | Portugal | 6            |              |  |  |       |       |
|  | Azerbaiyán       | 1                |                |          | 6            |              |  |  |       |       |
|  |                  |                  |                |          |              |              |  |  |       |       |
|  |                  |                  |                |          |              |              |  |  |       |       |

### Cuartos de final
| Fecha                      | Lugar  |             |                        | Resultado  |                       |            |
| -------------------------- | ------ | ----------- | ---------------------- | ---------- | --------------------- | ---------- |
| 25 de junio de 2021, 15:30 | Nazaré | Bielorrusia | Bandera de Bielorrusia | 5:1        | Bandera de Alemania   | Alemania   |
| 25 de junio de 2021, 16:45 | Nazaré | Suiza       | Bandera de Suiza       | 5:6        | Bandera de Ucrania    | Ucrania    |
| 25 de junio de 2021, 18:15 | Nazaré | Italia      | Bandera de Italia      | 4:5 (pró.) | Bandera de España     | España     |
| 25 de junio de 2021, 19:30 | Nazaré | Portugal    | Bandera de Portugal    | 6:1        | Bandera de Azerbaiyán | Azerbaiyán |

### Semifinales
| Fecha                      | Lugar  |             |                        | Resultado  |                     |          |
| -------------------------- | ------ | ----------- | ---------------------- | ---------- | ------------------- | -------- |
| 26 de junio de 2021, 18:15 | Nazaré | Bielorrusia | Bandera de Bielorrusia | 1:3        | Bandera de España   | España   |
| 26 de junio de 2021, 19:30 | Nazaré | Ucrania     | Bandera de Ucrania     | 1:0 (pró.) | Bandera de Portugal | Portugal |

### Tercer lugar
| Fecha                      | Lugar  |             |                        | Resultado |                     |          |
| -------------------------- | ------ | ----------- | ---------------------- | --------- | ------------------- | -------- |
| 27 de junio de 2021, 18:15 | Nazaré | Bielorrusia | Bandera de Bielorrusia | 5:6       | Bandera de Portugal | Portugal |

### Final
| Fecha                      | Lugar  |        |                   | Resultado |                    |         |
| -------------------------- | ------ | ------ | ----------------- | --------- | ------------------ | ------- |
| 27 de junio de 2021, 19:30 | Nazaré | España | Bandera de España | 5:2       | Bandera de Ucrania | Ucrania |

## Clasificación general
| Equipo | Equipo          | Pts | PJ | PG | PG+ | PG++ | PP | GF | GC | Dif |
| ------ | --------------- | --- | -- | -- | --- | ---- | -- | -- | -- | --- |
| 1      | España          | 13  | 6  | 3  | 2   | 0    | 1  | 31 | 17 | +14 |
| 2      | Ucrania         | 11  | 6  | 3  | 1   | 0    | 2  | 22 | 17 | +5  |
| 3      | Portugal        | 15  | 6  | 5  | 0   | 0    | 1  | 24 | 12 | +12 |
| 4      | Bielorrusia     | 12  | 6  | 4  | 0   | 0    | 2  | 32 | 17 | +15 |
| 5      | Suiza           | 13  | 6  | 4  | 0   | 1    | 1  | 42 | 30 | +12 |
| 6      | Alemania        | 7   | 6  | 2  | 0   | 1    | 3  | 23 | 16 | +7  |
| 7      | Italia          | 12  | 6  | 4  | 0   | 0    | 2  | 36 | 12 | +24 |
| 8      | Azerbaiyán      | 6   | 6  | 2  | 0   | 0    | 4  | 18 | 33 | -15 |
| 9      | Francia         | 8   | 5  | 2  | 1   | 0    | 2  | 20 | 18 | +2  |
| 10     | Polonia         | 6   | 5  | 2  | 0   | 0    | 3  | 23 | 24 | -1  |
| 11     | Turquía         | 6   | 5  | 2  | 0   | 0    | 3  | 27 | 19 | +8  |
| 12     | Rumania         | 9   | 8  | 3  | 0   | 0    | 5  | 22 | 40 | -18 |
| 13     | Dinamarca       | 12  | 7  | 4  | 0   | 0    | 3  | 24 | 40 | -16 |
| 14     | Estonia         | 8   | 8  | 2  | 1   | 0    | 5  | 26 | 36 | -10 |
| 15     | Noruega         | 7   | 7  | 2  | 0   | 1    | 4  | 16 | 28 | -12 |
| 16     | Kazajistán      | 3   | 7  | 1  | 0   | 0    | 6  | 17 | 36 | -19 |
| 17     | Inglaterra      | 4   | 3  | 1  | 0   | 1    | 1  | 6  | 6  | 0   |
| 18     | República Checa | 1   | 2  | 0  | 0   | 1    | 1  | 4  | 4  | 0   |
| 19     | Lituania        | 0   | 2  | 0  | 0   | 0    | 2  | 4  | 6  | -2  |
| 20     | Moldavia        | 0   | 2  | 0  | 0   | 0    | 2  | 3  | 5  | -2  |
| 21     | Suecia          | 0   | 3  | 0  | 0   | 0    | 3  | 6  | 10 | -4  |

## Clasificados a la Copa Mundial de Fútbol Playa de 2021
| País        | Fecha de clasificación | Apariciones previas (desde 2005)                         |
| ----------- | ---------------------- | -------------------------------------------------------- |
| Rusia       | Anfitrión              | 7 (2007, 2008, 2009, 2011, 2013, 2015, 2019)             |
| Bielorrusia | 25 de junio de 2021    | 1 (2019)                                                 |
| Portugal    | 25 de junio de 2021    | 9 (2005, 2006, 2007, 2008, 2009, 2011, 2015, 2017, 2019) |
| España      | 25 de junio de 2021    | 7 (2005, 2006, 2007, 2008, 2009, 2013, 2015)             |
| Suiza       | 6 de julio de 2021     | 5 (2009, 2011, 2015, 2017, 2019)                         |
| Ucrania     | 25 de junio de 2021    | 3 (2005, 2011, 2013)                                     |

Negrita indica las ediciones en las que salió campeón.
Cursiva indica la edición en la que fue el país anfitrión.